# Triumfetta micrantha
Triumfetta micrantha är en malvaväxtart som beskrevs av Karl Moritz Schumann. Triumfetta micrantha ingår i släktet triumfettor, och familjen malvaväxter. Inga underarter finns listade i Catalogue of Life.